# Wolfgang Stegmüller
Wolfgang Stegmüller (Natters, Austria, 3 de junio de 1923 - Múnich, 11 de junio de 1991), fue un filósofo alemán-austríaco, con importantes contribuciones en la filosofía de la ciencia y en la filosofía analítica. 

## Carrera
Stegmüller estudió Economía y Filosofía en la Universidad de Innsbruck.  En 1944, se graduó con un Diplom-Volkswirt y un año más tarde obtuvo un doctorado en Economía.  También en la Universidad de Innsbruck obtuvo, en 1947, un doctorado en Filosofía.  En 1949, recibió su habilitación con la tesis "Sein, Wahrheit und Wert in der heutigen Philosophie".
Después de una estancia de un año en la Universidad de Oxford en 1954, regresó a la Universidad de Innsbruck, donde fue nombrado profesor asociado de filosofía en 1956. Después de realizar estancias como profesor visitante en las universidades de Kiel y de Bonn, fue llamado por la Universidad de Múnich. Allí, en 1958, fue nombrado profesor de filosofía, lógica y filosofía de la ciencia y se convirtió en director del "Seminario II". Con la excepción de dos estancias como profesor visitante en 1962-1963 y 1964 en la Universidad de Pensilvania, permaneció en Múnich donde dirigió un centro de filosofía analítica hasta su jubilación en 1990. De 1977 a 1979 fue decano de la facultad de filosofía, filosofía de la ciencia y estadística. 

## Distinciones
Stegmüller fue desde 1966 miembro correspondiente de la Academia de Ciencias de Austria y, desde 1967, miembro de la Academia Bávara de Ciencias y Humanidades. En 1972, se convirtió en un miembro del Instituto Internacional de Filosofía, localizado en París. También fue miembro de la Academia Internacional de Ciencias, fundada en 1980.  
En 1989, recibió un doctorado honoris causa de la Universidad de Innsbruck.  Después de su jubilación, fue elegido presidente honorario de la Sociedad para la Filosofía Analítica (Gesellschaft für Analytische Philosophie).

## Obra
Stegmüller puede ser acreditado como contribuidor esencial a la diseminación de ideas de la filosofía analítica y de la filosofía de la ciencia en el mundo de habla alemana. En su conferencia inaugural en la Universidad de Innsbruck, esbozó los cuatro problemas de la epistemología, en los que se centró su obra posterior: 
- El problema de la inducción
- El papel fundamental de la experiencia
- El problema de los conceptos teóricos
- El problema de la explicación científica

## Pensamiento

### Lógica
En sus libros "Das Wahrheitsproblem und die Idee der Semantik" (El problema de la verdad y la idea de la semántica, 1957) y "Unvollständigkeit und Unentscheidbarkeit" (Incomplitud e indecisión, 1959), Stegmüller difundió las ideas de Alfred Tarski y Rudolf Carnap sobre semántica y lógica, así como las de Kurt Gödel sobre lógica matemática. Más tarde, escribió ideas similares en sus obras "Die Antinomien und ihre Behandlung" (Las antinomias y su tratamiento, 1955) y "Strukturtypen der Logik" (Tipos de estructuras de la lógica, 1961). 

### Epistemología
Uno de los libros más influyentes de Stegmüller es "Metaphysik, Skepsis, Wissenschaft" (Metafísica, escepticismo, ciencia, 1954). En este trabajo, discute la base epistemológica de la metafísica, el escepticismo y la ciencia. Demuestra que cualquier búsqueda de fundamentos epistemológicos conducirá necesariamente al problema de la evidencia, al que Stegmüller no hallaba solución. También negó que la posible solución sea que el escepticismo universal se refuta a sí mismo. Incluso si se refutara a sí mismo, se puede sostener el escepticismo universal si el escéptico no trata de justificarlo. En consecuencia, son necesarias condiciones explícitas (Evidenzvoraussetzungen) en la metafísica, así como en la ciencia. Esto significa que no puede ser fundamentalmente justificado si no se presupone una decisión.
Posteriormente, Stegmüller centró su trabajo en el fenomenismo. En "Der Phänomenalismus und seine Schwierigkeiten" (1958), describe los problemas extremos, que impiden una aplicación rigurosa del programa fenomentalista.

### Filosofía de la ciencia
Stegmüller es visto como uno de los principales filósofos de la ciencia de la segunda mitad del siglo XX. Profundamente influenciado por Thomas Kuhn y Joseph D. Sneed, junto con varios de sus colegas amplió las ideas de Sneed a fin de superar la crisis predominante de la racionalidad de la ciencia que era considerada a menudo como una consecuencia de las obras de Kuhn. Además, esto lo llevó a una nueva respuesta a los problemas de los conceptos teóricos. Esta línea de investigación es actualmente conocida como el estructuralismo en la filosofía de la ciencia.

## Selección de publicaciones
- Hauptströmungen der Gegenwartsphilosophie, Tomos I-IV, Kröner, 7.ª edición (1989), ISBN 3-520-30807-X
- Unvollständigkeit und Unentscheidbarkeit, 1959
- Das Wahrheitsproblem und die Idee der Semantik, 1957
- Einheit und Problematik der wissenschaftlichen Welterkenntnis, 1967
- Metaphysik-Skepsis-Wissenschaft,1969
- Probleme und Resultate der Wissenschafttheorie und Analytischen Philosophie
  - Tomo I, Erklärung-Begründung-Kausalität, 1983
  - Tomo II, Theorie und Erfahrung, 1974
    - 1. Parte: Theorie und Erfahrung, 1974
    - 2. Parte: Theorienstrukturen und Theoriendynamik, 1985
    - 3. Parte: Die Entwicklung des neuen Strukturalismus seit 1973, 1986

  - Tomo III, Strukturtypen der Logik,1984
  - Tomo IV, Personelle und statistische Wahrscheinlichkeit, 1973
    - 1. Parte: Personelle Wahrscheinlichkeit und rationale Entscheidung, 1973
    - 2. Parte: Statistisches Schließen - Statistische Begründung - Statistische Analyse, 1973
- The Structuralists View of Theories, 1979
- Das Problem der Induktion: Humes Herausforderung und moderne Antworten,
- Philosophy of economics, 1982
- Aufsätze zur Wissenschaftstheorie, 1980
- Rationale Rekonstruktion von Wissenschaft und ihrem Wandel
- Kripkes Deutung der Spätphilosophie Wittgensteins. Kommentarversuch über einen versuchten Kommentar, 1986